# Bengasi (distrito)
Bengasi ou Bengazi (em árabe: بنغازي; romaniz.: Benghazi) é um distrito da Líbia. Criado em 1983 na reforma daquele ano, segundo censo de 1987 havia 485 386 residentes. Em 1995, havia 665 615 residentes, e o abrupto aumento indica mudanças no território, que não são claramente registradas; num dos registros de 1995, afirma-se que sua área era de 12 000 quilômetros quadrados, mas dá-se valor diverso à população, 512 000 residentes. No censo de 2001, registra-se 500 120 residentes. Em 2002, seu território foi fundido ao de Alhizam Alacdar.
Desde a reforma de 2002, Bengasi possui expressiva faixa litorânea no mar Mediterrâneo e faz divisa no interior com Oásis no sul e Marje a leste. Segundo censo de 2012, a população era de 562 067 pessoas, das quais 544 688 eram líbios e 17 379 não-líbios. O tamanho médio das famílias líbias era 5.35, enquanto o tamanho médio das não-líbios era de 4.83. Há no total 112 487 famílias no distrito, com 108 602 sendo líbias e 3 885 não-líbias. Em 2012, aproximados 1 807 indivíduos morreram no distrito, dos quais 1 378 eram homens e 429 eram mulheres.